# Christian Ortlepp
Christian Ortlepp (* 29. Dezember 1972 in Rosenheim) ist ein deutscher Medienberater und ehemaliger Sportjournalist und Moderator.

## Leben und Wirken
Ortlepp machte sein Fachabitur auf einer Schule für Wirtschaft und Soziales im Raum München und absolvierte eine Ausbildung zum Industriekaufmann. Anschließend folgte ein Volontariat in einer öffentlichen und medialen Einrichtung. Von 1993 bis 1996 war er Sportchef bei Radio Gong und arbeitete bis 1999 bei PREMIERE in Hamburg. Zur Jahrtausendwende ging er zurück nach München und war bei tm3 tätig. Zwischen 2000 und 2003 arbeitete er bei tv.münchen als Sportchef und schrieb erste Artikel für Sport1.de.
Ab 2003 arbeitete er beim DSF und berichtete als Reporter bei aktuellen Geschehnissen live vor Ort. Für das Jugendsportmagazin BRAVO Sport schrieb er regelmäßig Artikel über den FC Bayern München. Von 2006 bis 2008 schrieb er für die Tageszeitung Österreich Artikel über den Fußballclub FC Red Bull Salzburg und anlässlich der Fußball-Europameisterschaft 2008 auch Artikel über die Nationalmannschaft.
Seit der Umbenennung von DSF in SPORT1 war er Chefreporter in den Bereichen Fußball, Wintersport und Eishockey. Zudem war er Leiter der Kommunikation der KG Media Factory, die unter anderem den Audi Star Talk produzierte. Unter seiner Leitung gewann die Sport-Personality-Show den „Branded Content Marketing Preis 2015“.
Für den Bayerischen Fußball-Verband verantwortet er die Online-Sportschau BFV.TV, die 2013 mit dem Bayerischen Sportpreis in der Kategorie „Innovation im Sport“ ausgezeichnet wurde.
Zum Beginn der Bundesliga-Saison 2017/2018 wechselte Ortlepp nach insgesamt 13 Jahren bei Sport1/DSF zum Konkurrenten Eurosport. Der Kontrakt umfasste insgesamt vier Spielzeiten, wobei Ortlepp weiterhin dem Projekt BFV.TV zur Verfügung stand. Ortlepp entwickelte und moderierte auch hier ein Online-Format: Sammer-Time mit Matthias Sammer lief nicht nur Online, sondern auch im Zwei-Wochen-Rhythmus im TV bei Eurosport 1 HD. Dafür und für seine Tätigkeit erhielt Sammer den Sport-Bild Award 2018.
Ab Februar 2020 agierte Ortlepp als Head of Communications bei Flyeralarm Global Soccer, wo er Felix Magath assistierte, der Leiter der Unternehmenssparte des Würzburger Unternehmens Flyeralarm war. Diese engagierte sich bei den Vereinen FC Würzburger Kickers (2. Liga) und FC Flyeralarm Admira (österreichische Bundesliga). Die Zusammenarbeit endete bedingt durch die Corona-Pandemie am 30. Juni 2021.
Nach dem Abstieg des FC Schalke 04 aus der 1. Bundesliga wurde er als externer Medienberater von Vorstand Sport Peter Knäbel und Sportdirektor Rouven Schröder verpflichtet. Die Trennung von Hauptsponsor Gazprom sowie die Neuausrichtung wie Neuaufstellung fielen in diese Zeit, bis im Dezember 2023 der Verein sich von Peter Knäbel einvernehmlich trennte.
Zwischenzeitlich holte ihn Felix Magath zurück an seine Seite. Der Trainer hatte im Kampf um den Klassenverbleib in der 1. Bundesliga das Amt des Cheftrainers bei Hertha BSC übernommen. In diesen drei Monaten war Ortlepp als externer Berater für Magath tätig.

## Buchveröffentlichungen
- TSV 1860 München-Fan (Tomus – Fröhliche Fussball-Fan-Bücher). Tomus Verlag GmbH, München 2000, ISBN 978-3823111085.
- Das Löwen-Wunder. Die unglaubliche Erfolgsgeschichte des TSV 1860 München. Sportverlag, Berlin 2000, ISBN 978-3328008927.